# Diócesis de Cienfuegos
La diócesis de Cienfuegos (en latín: Dioecesis Centumfocensis) es una circunscripción eclesiástica de la Iglesia católica en Cuba. Se trata de una diócesis latina, sufragánea de la arquidiócesis de Camagüey. Desde el 9 de julio de 2007 su obispo es Domingo Oropesa Lorente.

## Territorio y organización
La diócesis tiene 5360 km² y extiende su jurisdicción sobre los fieles católicos de rito latino residentes en la provincia de Cienfuegos y en el municipio de Trinidad de la provincia de Sancti Spíritus.
La sede de la diócesis se encuentra en la ciudad de Cienfuegos, en donde se halla la Catedral de Nuestra Señora de la Purísima Concepción.
En 2021 en la diócesis existían 22 parroquias.

## Historia
La diócesis fue erigida por el papa León XIII mediante el breve Actum praeclare del 20 de febrero de 1903, obteniendo el territorio de la diócesis de San Cristóbal de La Habana (hoy arquidiócesis de San Cristóbal de La Habana). Originalmente fue sufragánea de la arquidiócesis de Santiago de Cuba.
El 30 de junio de 1971, mediante el decreto Cum urbs de la Congregación para los Obispos, la iglesia de Santa Clara en la ciudad de Santa Clara fue elevada a concatedral, se permitió al obispo residir en la ciudad de Santa Clara y la diócesis tomó el nombre de diócesis de Cienfuegos-Santa Clara, que mantuvo hasta el 1 de abril de 1995 cuando se dividió en la actual diócesis de Cienfuegos y la diócesis de Santa Clara mediante la bula Ad aptius consulendum del papa Juan Pablo II.
El 5 de diciembre de 1998 pasó a formar parte de la provincia eclesiástica de Camagüey.

## Estadísticas
Según el Anuario Pontificio 2022 la diócesis tenía a fines de 2021 un total de 296 000 fieles bautizados.
| Año                                                                             | Población            | Población | Población      | Sacerdotes | Sacerdotes    | Sacerdotes    | Bautizados por sacerdote | Diáconos permanentes | Religiosos | Religiosos | Parroquias |
| Año                                                                             | Bautizados católicos | Total     | % de católicos | Total      | Clero secular | Clero regular | Bautizados por sacerdote | Diáconos permanentes | Varones    | Mujeres    | Parroquias |
| ------------------------------------------------------------------------------- | -------------------- | --------- | -------------- | ---------- | ------------- | ------------- | ------------------------ | -------------------- | ---------- | ---------- | ---------- |
| 1950                                                                            | 938 000              | 938 581   | 99.9           | 138        | 22            | 116           | 6797                     |                      |            |            | 36         |
| 1966                                                                            | 1 086 480            | 1 278 212 | 85.0           | 31         | 12            | 19            | 35 047                   |                      | 23         |            | 51         |
| 1968                                                                            | ?                    | 1 339 663 | ?              | 25         | 7             | 18            | ?                        |                      | 22         | 12         | 17         |
| 1976                                                                            | 635 895              | 1 363 772 | 46.6           | 21         | 11            | 10            | 30 280                   | 1                    | 14         | 3          | 51         |
| 1980                                                                            | 626 000              | 1 367 772 | 45.8           | 27         | 18            | 9             | 23 185                   |                      | 13         | 5          | 51         |
| 1990                                                                            | 716 000              | 1 563 000 | 45.8           | 29         | 15            | 14            | 24 689                   |                      | 14         | 15         | 51         |
| 1999                                                                            | 294 000              | 490 000   | 60.0           | 18         | 8             | 10            | 16 333                   | 2                    | 11         | 23         | 22         |
| 2000                                                                            | 294 000              | 490 000   | 60.0           | 17         | 9             | 8             | 17 294                   | 2                    | 8          | 19         | 22         |
| 2001                                                                            | 294 000              | 490 000   | 60.0           | 16         | 8             | 8             | 18 375                   | 2                    | 8          | 23         | 22         |
| 2002                                                                            | 294 000              | 490 000   | 60.0           | 16         | 8             | 8             | 18 375                   | 1                    | 10         | 23         | 22         |
| 2003                                                                            | 294 000              | 490 000   | 60.0           | 18         | 10            | 8             | 16 333                   | 1                    | 11         | 22         | 22         |
| 2004                                                                            | 290 000              | 480 000   | 60.4           | 10         | 4             | 6             | 29 000                   | 1                    | 10         | 23         | 22         |
| 2006                                                                            | 293 600              | 485 000   | 60.5           | 23         | 16            | 7             | 12 765                   | 1                    | 12         | 25         | 22         |
| 2013                                                                            | 293 400              | 484 700   | 60.5           | 15         | 7             | 8             | 19 560                   | 1                    | 11         | 25         | 22         |
| 2016                                                                            | 300 356              | 496 415   | 60.5           | 16         | 9             | 7             | 18 772                   | 8                    | 11         | 21         | 22         |
| 2019                                                                            | 299 400              | 495 900   | 60.4           | 17         | 7             | 10            | 17 611                   | 11                   | 14         | 23         | 22         |
| 2021                                                                            | 296 000              | 494 700   | 59.8           | 15         | 8             | 7             | 19 733                   | 11                   | 11         | 23         | 22         |
| Fuente: Catholic-Hierarchy, que a su vez toma los datos del Anuario Pontificio. |                      |           |                |            |               |               |                          |                      |            |            |            |

## Episcopologio
- Antonio Aurelio Torres y Sanz, O.C.D. † (5 de abril de 1904-19 de enero de 1916 renunció[nota 1])
  - Sede vacante (1916-1922)
- Valentín de la Asunción Zubizarreta y Unamunsaga (Manuel) † (24 de febrero de 1922-30 de marzo de 1925 nombrado arzobispo de Santiago de Cuba)
  - Sede vacante (1925-1935)
- Eduardo Pedro Martínez y Dalmau, C.P. † (16 de noviembre de 1935-16 de marzo de 1961 renunció[nota 2])
- Alfredo Antonio Francisco Müller y San Martín † (7 de abril de 1961-24 de julio de 1971 renunció)
- Fernando Ramón Prego Casal † (24 de julio de 1971-1 de abril de 1995 nombrado obispo de Santa Clara)
- Emilio Aranguren Echeverría (1 de abril de 1995-14 de noviembre de 2005 nombrado obispo de Holguín)
- Domingo Oropesa Lorente, desde el 9 de julio de 2007